# Asleep Versions
Asleep Versions è il quinto EP del musicista britannico Jon Hopkins, pubblicato il 10 novembre 2014 dalla Domino Records.

## Descrizione
Registrato ai Sundlaugin Studios di Mosfellsbær nel mese di febbraio 2014, Asleep Versions è composto da quattro brani originariamente contenuti nel quarto album in studio Immunity riarrangiati in chiave più soft. Tra questi è presente una versione semi-acustica di Form by Firelight caratterizzata dalla partecipazione vocale di Raphaelle Standell, cantante dei Braids.
Nello stesso periodo, i brani dell'EP sono stati pubblicati in un CD bonus della riedizione di Immunity.

## Tracce
Testi e musiche di Jon Hopkins, eccetto dove indicato.
1. Immunity (with King Creosote) – 6:23 (musica: Jon Hopkins, Kenny Anderson)
2. Form by Firelight (with Raphaelle Standell) – 4:14 (Jon Hopkins, Raphaelle Standell)
3. Breathe This Air (Asleep Version) – 3:13
4. Open Eye Signal (Asleep Version) – 11:02

## Formazione
Musicisti
- Jon Hopkins – campionatore, sintetizzatore, pianoforte, produzione, registrazione, ingegneria del suono, missaggio
- King Creosote – voce (traccia 1)
- Raphaelle Standell – voce (traccia 2)
- Megan James – voce (traccia 3)

Produzione
- Birgin Jón Birgisson – registrazione
- Daniel Green – registrazione pianoforte (traccia 3)
- Lee Walpole – sound design aggiuntivo
- Cherif Hashizume – ingegneria del suono aggiuntiva
- Guy Davie – mastering